# Tranvia Bergamo-Albino
La tranvia Bergamo-Albino, detta anche trenino della Val Seriana o linea T1, è una linea metrotranviaria interurbana a servizio della città di Bergamo e della Val Seriana Inferiore, inaugurata nel 2009 e costruita sfruttando il sedime della dismessa ferrovia della Valle Seriana.

## Storia
Durante la prima metà del ventesimo secolo Albino risultava collegata al capoluogo provinciale per mezzo di due relazioni su ferro, la tranvia Bergamo-Albino, attiva fra il 1912 e il 1953 e che percorreva in sede promiscua la strada provinciale, e la ferrovia della Valle Seriana, in tale tratta funzionante fra il 1884 e il 1967.

### Progetti di ricostruzione

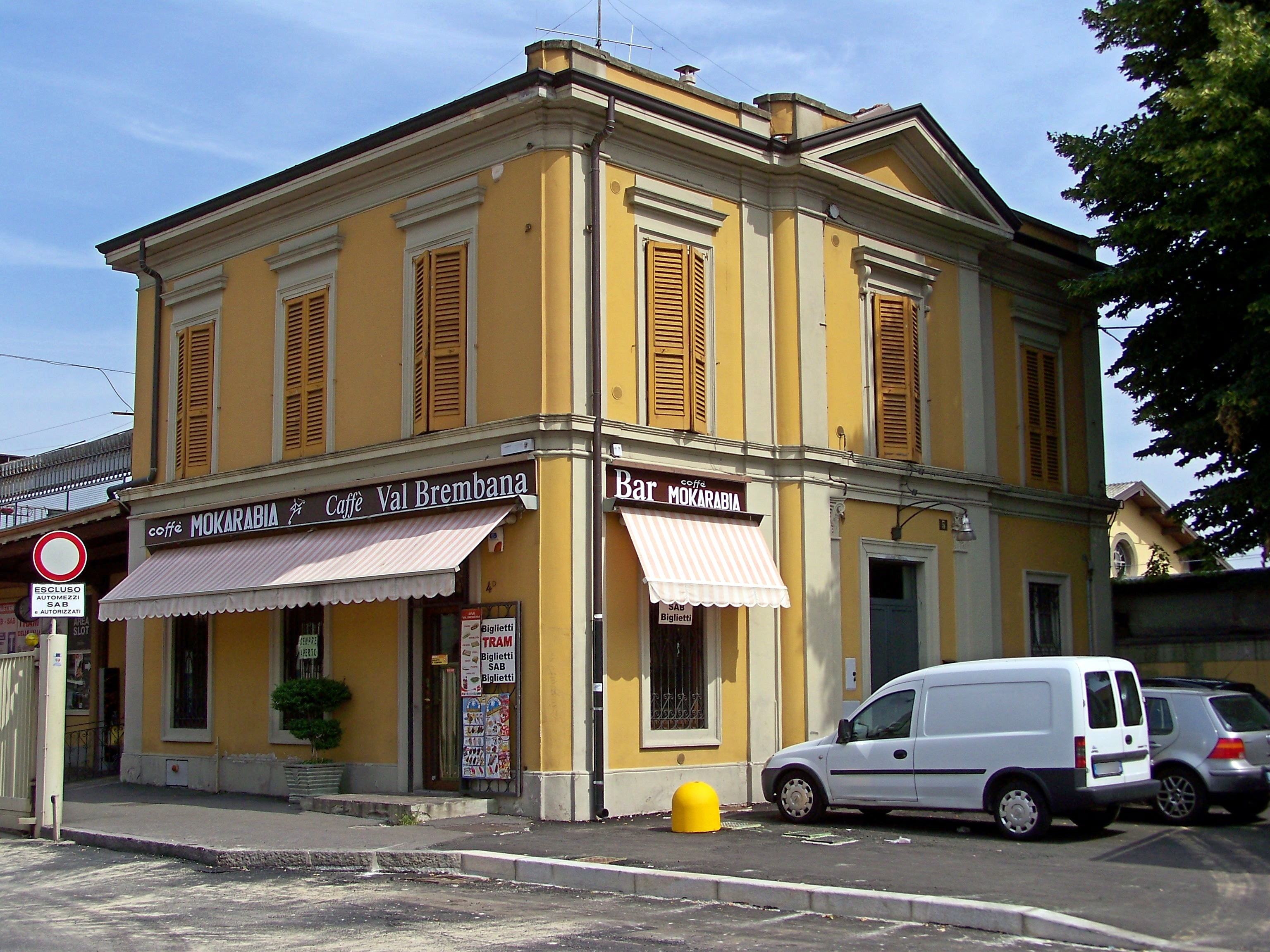
Il fabbricato viaggiatori della FVS

Le vicende della nuova tranvia si innestano a quelle conclusive della ferrovia della Valle Seriana. Nel 1971, l'amministrazione provinciale di Bergamo iniziò la pratica per l'acquisizione di tutti i beni mobili, di quelli immobili e delle pertinenze, sia della ferrovia in questione sia di quella diretta in val Brembana, che non fossero adibiti al servizio autosostitutivo. Il procedimento non ebbe una conclusione positiva.
Nel 1990 il Parlamento italiano, sollecitato dall'onorevole Giancarlo Salvoldi, approvò una proposta che sostenesse il ripristino del trasporto su rotaia sia in val Seriana sia in val Brembana. L'anno seguente, l'amministrazione provinciale bergamasca istituì una commissione tecnica che studiasse le possibilità di un sistema di trasporto di massa a guida vincolata che fosse impiegato sulle direttrici Bergamo-Albino e Bergamo-Almè.

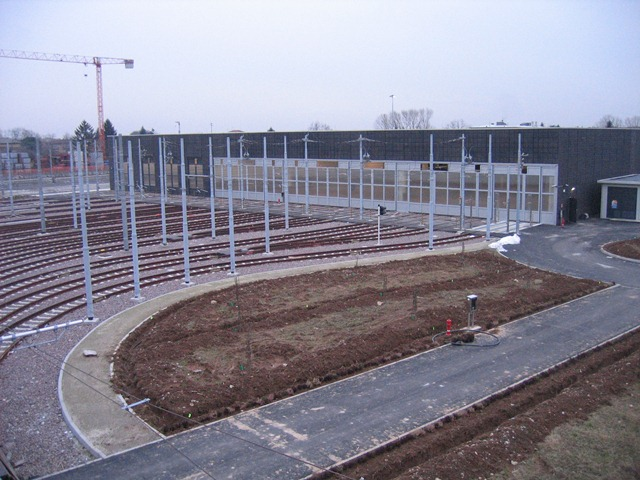
Il deposito-officina TEB

Nel 1992, il Comitato interministeriale per la programmazione economica nel trasporto (CIPET) indicò il progetto a guida vincolata di Bergamo tra quelli prioritari per l'ottenimento dei finanziamenti offerti dalla legge 211/1992. In questo modo, il CIPET accolse la segnalazione della regione Lombardia che nel frattempo aveva stanziato circa un miliardo di lire a favore del progetto. L'anno seguente, fu approvata la legge 31 dicembre 1993, n. 579, che consentì la cessione alla provincia di Bergamo del sedime e delle strutture immobiliari delle Ferrovie della Valle Seriana e della Valle Brembana per sviluppare una rete metropolitana o tranviaria.
Nel 1995, il Comitato Interministeriale per la Programmazione Economica (CIPE) stanziò un primo finanziamento di cinquantadue miliardi di lire. Il progetto della prima tratta, collegante Bergamo a Torre Boldone impiegando una tranvia, fu presentato al pubblico nel 1997 ed approvato dal Ministero dei trasporti tre anni dopo con il decreto n. 483 e la contestuale erogazione di ulteriori settantacinque miliardi di lire.
Il 17 luglio dello stesso anno fu costituita la Tramvie Elettriche Bergamasche (TEB) con apporti da parte del comune e della provincia di Bergamo. L'anno dopo, la TEB indisse il bando di gara per la costruzione del primo tratto che in seguito fu assegnato al Consorzio Cooperative Costruzioni di Bologna. Il prolungamento fino ad Albino seguì un iter più lento: fu approvato dal consiglio comunale di Bergamo nel 2000 e dalla regione Lombardia nel 2003. Il Ministero dei trasporti lo approvò come appalto integrato, assegnandone la costruzione al vincitore della prima gara il quale avrebbe dovuto offrire gli stessi prezzi.
Il 10 giugno 2002 fu posata la prima pietra, tuttavia l'anno seguente i lavori furono sospesi a seguito di alcuni problemi finanziari dell'impresa costruttrice. Il fallimento di quest'ultima portò alla risoluzione consensuale del contratto nel gennaio 2005 e costrinse la TEB a ripetere la gara. I lavori furono quindi assegnati nel febbraio 2006 ad un'associazione temporanea di imprese che comprendeva la Claudio Salini, la Locatelli Lavori, l'IPA Precast, la Gemmo e la SIEG. La direzione fu affidata a Metropolitana Milanese.

### Apertura e primi anni d'esercizio

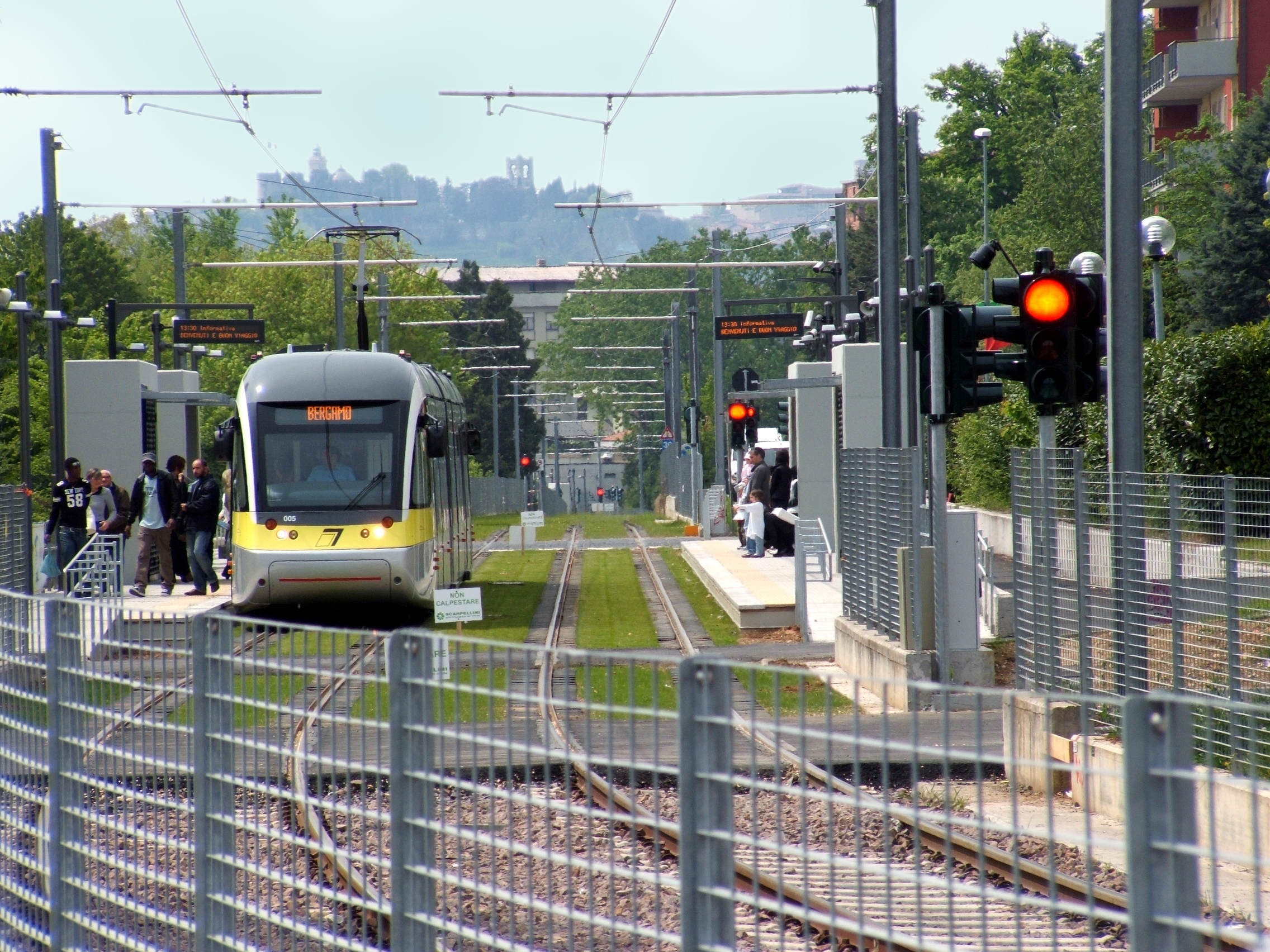
Il tram a Torre Boldone durante il primo giorno di esercizio regolare fino ad Alzano Centro

Il tratto tra Bergamo e Alzano Centro fu inaugurato il 24 aprile 2009 e aperto all'esercizio il giorno successivo. L'apertura dell'intero tracciato fino ad Albino avvenne il 10 giugno dello stesso anno.
La gestione del servizio tranviario fu affidata provvisoriamente a TEB fino al termine del 2011, in previsione del subentro del vincitore della gara di assegnazione del servizio di trasporto pubblico locale della provincia di Bergamo. Tuttavia, con il decreto dirigenziale della provincia di Bergamo 30 dicembre 2011, n. 3743, l'affidamento fu prorogato di tre mesi in attesa che venisse stipulata una nuova convenzione tra gli enti locali e la società tranviaria. Questo accordo, entrato in vigore il 1º aprile 2012, mantiene l'affidamento dell'esercizio provvisorio alla TEB fino a quando non subentri il vincitore di un'eventuale gara unica.
Dopo il primo anno di esercizio, la TEB rilevò che il 99% delle corse aveva un ritardo inferiore a cinque minuti, mentre per il 98% delle stesse era inferiore a due minuti. Lo studio di Beria, Borlini & Maja (2011) riporta che la media nel corso del 2010 fu di 8 300 viaggiatori al giorno con una punta massima registrata di 12 400. Analizzando la domanda delle singole fermate, lo stesso studio segnala che il 47% della domanda delle singole fermate si concentrava sui capilinea di Bergamo FS e di Albino.
Nel 2014, sulla linea viaggiarono 3,4 milioni di passeggeri.
Nel 2017, fu presentato lo studio per il prolungamento della linea da Albino verso Vertova.
Nel 2018, la TEB comunicò che in dieci anni di esercizio viaggiarono oltre 33,5 milioni di passeggeri sulla tranvia.
Nel gennaio 2025, il progetto di prefattibilità tecnica ed economica del prolungamento verso Vertova – frutto del protocollo d'intesa fra i comuni coinvolti nel nuovo tracciato, gli enti locali e TEB – fu inviato al Ministero delle infrastrutture e dei trasporti per ottenere finanziamenti.

## Caratteristiche
| Urban head station |

| Urban stop on track |

| Urban stop on track |

| Urban stop on track |

| Urban stop on track |

| Urban stop on track |

| Urban stop on track |

| Urban stop on track |

|  | Unknown route-map component "uABZgl+l" | Unknown route-map component "uKDSTeq" |

| Urban stop on track |

| Urban stop on track |

| Urban stop on track |

| Urban stop on track |

| Urban stop on track |

| Unknown route-map component "uexCONTgq" | Unknown route-map component "uexSTR+r" | Urban straight track |  |  |

| Unknown route-map component "uexHST" | Unknown route-map component "ueHST" |  |

| Unknown route-map component "uexSTRl" | Unknown route-map component "ueABZg+r" |  |

| Urban stop on track |

| Urban stop on track |

|  |  | Urban straight track | Unknown route-map component "STR+l" | Unknown route-map component "CONTfq" |

|  | Urban End station | Station on track |

|  |  | Continuation forward |

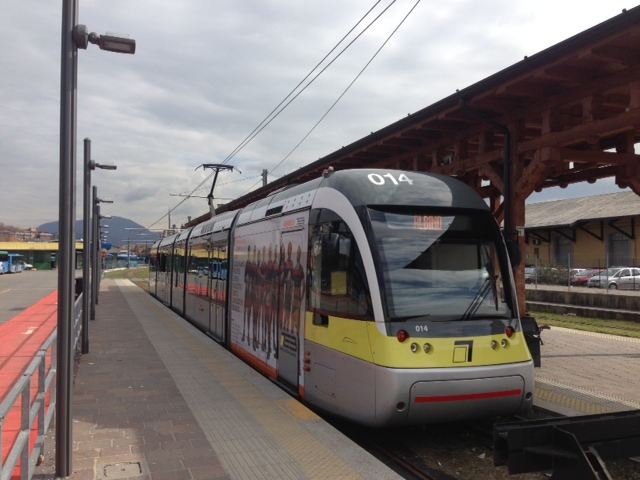
Capolinea di Bergamo FS

La linea è una metrotranvia a doppio binario in sede completamente riservata. Ha una lunghezza di 12,5 km ed è dotata di sedici fermate, compresi i capolinea, sette delle quali si trovano nel territorio comunale di Bergamo. È armata sia con rotaie Vignoles sia con rotaie Phoenix (a gola); lo scartamento adottato è di 1 435 mm. L'alimentazione è elettrica alla tensione di 750 V in corrente continua tramite linea aerea di contatto.
Sono presenti trenta incroci a raso, sia stradali sia pedonali, regolati da semafori asserviti al servizio tranviario. La velocità massima raggiungibile dalle vetture è pari a 70 km/h, mentre la velocità commerciale è pari a 24,95 km/h.
Il 35% della sede è inerbita.

### Percorso

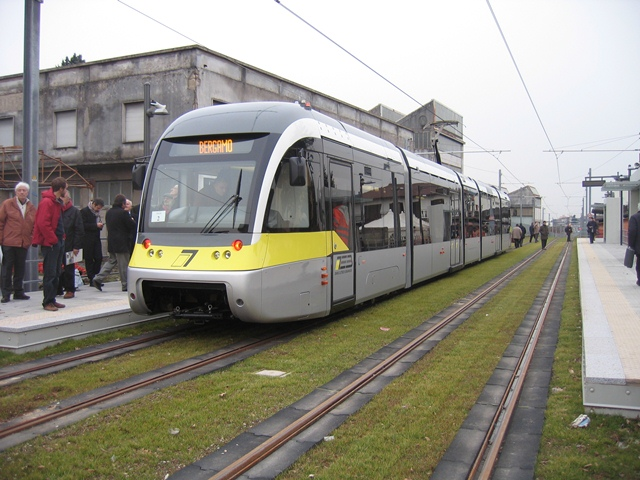
La fermata tranviaria di Bergamo Bianzana

Pur adattato alla presenza del doppio binario tranviario, il tracciato della linea ricalca completamente il sedime della precedente ferrovia della quale riutilizza l'originario capolinea, prossimo alla stazione di Bergamo.
Semaforizzate le intersezioni stradali, nella nuova infrastruttura sono state aggiunte delle fermate nel tratto urbano rispetto a quando esisteva la ferrovia. Il quartiere di Borgo Palazzo è servito da due fermate, una in via Borgo Palazzo e una in via Santi Fermo e Maurizio, mentre Borgo Santa Caterina è servita da una fermata, in via Bianzana presso l'originaria fermata ferroviaria. Il quartiere di Redona, invece, è servito da tre fermate: una al centro del quartiere, una in via Negrisoli, presso l'originaria stazione ferroviaria, e una in via Martinella. Uscita dai confini amministrativi della città, la tranvia raggiunge il comune di Torre Boldone, servito allo stesso modo da una fermata posta all'incrocio con via Bugattone. 
All'ingresso del territorio amministrativo di Ranica e della comunità montana della Valle Seriana, sono presenti il deposito e l'officina sociali. Verso nordest, nei pressi del parco di via Conciliazione, è ubicata la fermata a servizio del paese.
Il comune di Alzano Lombardo è servito da due fermate: Alzano Centro, posta nei pressi della vecchia stazione ferroviaria, e Alzano Sopra. Nembro è invece servito da tre fermate tranviarie: Nembro Camozzi, presso l'incrocio con via Gabriele Camozzi, Nembro Centro, presso l'originaria stazione, e Pradalunga, nei pressi dell'omonima località. Nel comune di Albino è presente il capolinea.

## Materiale rotabile

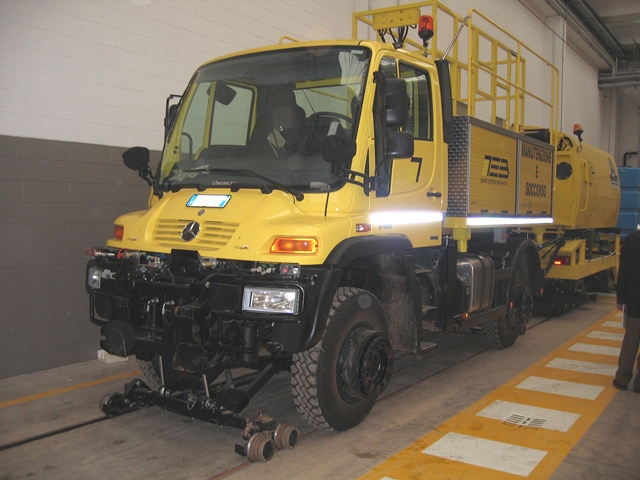
Veicolo di servizio TEB

Per il servizio sono impiegati quattordici tram articolati a cinque elementi del modello AnsaldoBreda Sirio, classificati nella serie 001÷014, dalla capacità di 62 posti a sedere e 177 posti in piedi. Una peculiarità di tali veicoli è l'allestimento interno curato dalla stilista Krizia, originaria del luogo, mentre gli esterni sono firmati Pininfarina.
Per la manutenzione della linea e i soccorsi in linea la TEB dispone inoltre di un veicolo bimodale strada-rotaia appositamente allestito, utilizzato altresì per l'annaffiamento delle porzioni di binario inerbito. L’azienda possiede una locomotiva diesel Köf con carri adibiti al rincalzamento dell’infrastruttura.

## Traffico
Il servizio è svolto tra i due capolinea. Ha un orario cadenzato con frequenza di quindici minuti nelle ore di morbida, che aumenta in quelle di punta, con treni ogni sette/otto minuti, e si riduce nei giorni festivi e nel mese di agosto, con corse ogni trenta minuti.
La tranvia attraversa due zone di trasporto pubblico locale servite da altrettanti gestori: il tratto urbano fino ad Alzano Lombardo è di competenza di ATB, mentre quello extraurbano, fino ad Albino, del Consorzio Bergamo Trasporti Est. A seguito dell'apertura completa della linea tranviaria, la provincia inserì i territori comunali di Albino e Nembro nell'area della tariffa urbana e sono accettati i documenti emessi sia da ATB sia da SAB Autoservizi.
| anno | anno |  | passeggeri | passeggeri |
| ---- | ---- |  | ---------- | ---------- |
| 2009 | 2009 |  | 1 500 000  | [ 21 ]     |
| 2010 | 2010 |  | 3 052 300  |            |
| 2011 | 2011 |  | 3 180 360  |            |
| 2012 | 2012 |  | 3 279 860  |            |
| 2013 | 2013 |  | 3 338 170  |            |
| 2014 | 2014 |  | 3 419 787  |            |
| 2015 | 2015 |  | 3 499 090  |            |
| 2016 | 2016 |  | 3 535 138  |            |
| 2017 | 2017 |  | 3 688 906  |            |
| 2018 | 2018 |  | 3 750 000  |            |